# 大阿仁村事件
大阿仁村事件（おおあにむらじけん）とは、1945年10月22日に起こった事件である。
秋田県北秋田郡阿仁合町（現在の阿仁町）の阿仁鉱山で働いていた朝鮮人12名は、1945年10月22日午前9時頃、約16キロ山奥の同郡大阿仁村（現在の北秋田市）の伏影集落へ行き、共同管理の栗林に侵入し、栗を拾っていた所を村人に発見され、注意したところ乱闘となり、双方数名が重傷(続報では軽傷)を負った。午後1時になると、約40名の朝鮮人が来襲したので、警察と警防団は直ちに現場に急行し鎮圧の為に急行した。

## 事件の処理
警察は朝鮮人に傷害を負わせた者は必ず処罰する事を、朝鮮人に約束して納得させ全員寮に帰らせた。午後5時には附近の山林に避難中の集落の人も警察官の保護を受けて、ことなく住家に帰った。また、朝鮮人労働者も全員所属の阿仁鉱山に帰り24日から労働することになり、事件は収束した。警察では、双方に傷害を受けた者が出ているのだから、傷害罪として双方の関係者の取調べに着手するとした。

## 伊東元吉の証言
終戦も間もない昭和20年9月、阿仁町伏影部落に朝鮮人の暴動が起きた。食料不足の朝鮮人等は、連日伏影部落に入り込み畑を荒らし作物が盗まれていた。暴動の発端は、村の栗林で木を揺すって栗拾いする彼らを家人が咎めに行った所、逆に脅されて来たのに立腹した当家の主人某は、鉈鎌を構えて現場に出向いた。その時は、某に脅されて逃げて行ったが、間もなく半島人等は十二人の集団を組み、伏影部落に仕返しにやってきた。某も血気盛りで、軍隊ではシベリアに渡った人であった。鉈鎌を振り回して彼らを追い払おうとしたところ、「これはお前の物ではない、マッカーサーのものだ」と大威張り。たちまちときの声を上げて某を包囲してしまった。某は恐れをなして田んぼにいる人々に助けを求めたが、彼らは武器を振り回して追いかけるので手のつけようもなかった。朝鮮人等に包囲された某は、恐ろしさで夢中になり、振り回した鎌の刃で朝鮮人の頭目らしい男の頭を斜めに切り裂き更に地下足袋のかかとをザックリ割る大怪我を負わせる大事件が発生した。
伊東が村端に立って見ていると、怪我人は血と汗で真っ赤に染まった形相で。両脇を仲間に抱えられ引きずられるように通りかかった。「このままではばい菌が入るから煙草をつけて病院に行け」と注意した。当日間もなく萱草の店から伊東に連絡が入った。それによると百人に近い朝鮮人が敵討ちに部落へ押し寄せたという知らせであった。部落では直ちに「四部落の警防団」を頼み部落に集合してもらった。町からは佐藤警防団長もはせ参じ、警察からは花田所長始め警官達も到着したが、警察力が落ちてしまい、警察の制止は極端に効力を失っていた。花田所長は遂に抜刀し説得に当たった結果、騒ぎも一応おさまったので伊東は自宅に戻って来たところ家の周りを朝鮮人がうろついていた。伊東は「何をしている」と咎めるとたちまち朝鮮人につかまってしまった。「俺は何もしない。傷口にばい菌が入るから、煙草をつけて病院に行けと注意した」といくら言っても聞かず、朝鮮人は「何、知らないふりをして」と直ちに犯人にされ拉致された。
伊東が拉致される途中、これも犯人とされ彼らに拉致される他に三人がいることを知った。一人は未成年であったが「鉄砲をうて、大砲をうて」とふれ歩いた科人としてつかまった。他の一人は黒眼鏡をかけているので犯人に間違われた人であった。その中のひとりが拉致される途中、通称「蛇崩れ」という道幅の狭い険阻な崖ぶちに差し掛かったとき、三人しか通れない所を見計らって一気に川に飛び込んで逃げた。彼らは石を投げつけて邪魔したが果たせず、この人は素っ裸になって首にバンドのような長いものを巻いて逃げていく後ろ姿が異様で誰も追う者がなかった。
伊東等三人は犯人として三両沢の彼らの寮に連れ込まれた。間もなく、警察の手で駅前の「山田工業所」に預けられ決して逃げるなと言い渡された。彼らは仮犯人を囮に押さえて、尚真犯人を見つけ出すため伏影部落に足を運んで探し回っていた。部落では常会を開いて隠れている真犯人を警察の手に渡した。警察では金網越しに二人ずつ確認させて、真犯人を逮捕して一件は落着した。この損害賠償として彼らはコメと味噌、そして栄養になるものとして「犬の肉」を要求してきた。
一方、彼らも何の罪もない人を拉致して一方的に折檻したことや、稲を背負ってきた人を憎いとて傷めつけた落度を納得して事件は無事解決し、伊東らは解放された。この騒動の最中に、朝鮮人を使役した鉱山責任者等は山越えして逃げたという話もあった。

## 越前谷武左衛門の記録
越前谷武左衛門の『北緯40度マタギの里 思ひ出の八十余年』では事件発生時、近辺の萱草集落での体験談が記載されている。
彼は22日、阿仁合から帰宅途中に大勢の朝鮮人から追い越された。家に帰ると近所の8人が家の前に集まっていた、朝鮮人が阿仁伏影の集落に大勢押しかけ暴れているから、応援を頼むと帰りを待っていたという。彼は応援団の頭となった。1人を自転車で伏影に向かわせ様子を探り、さらに佐山鉱山にいて親しくしていた鄭在善という朝鮮人を電話で呼んで通訳として来てもらった。（越前谷武左衛門は家業の農業に加え佐山鉱山の事務員として勤務し、頻繁に鷹巣の銀行と往復していた。また、佐山鉱山は朝鮮人を雇っていたが、教養と親睦の場を設け、映画を見せたりと福利厚生は充実していた。）様子を見に行った若者の報告では、川向かいから見る限りでは大騒ぎのようではなかったとのことであった。しばらくたつと、下の県道を大勢の朝鮮人や警官達が歩いて行く。彼が一人で警察の署長に話を聞くと、騒ぎが収まったので引き上げて行くところだという。更に、作業用でもナタを腰にして来ると武器と見られるから危険だということであった。彼は仲間に来るなと手で合図して彼らが通り過ぎるのを見送った。
この事件は、阿仁鉱山で強制労働をさせられていた朝鮮人たちが終戦で解放されたが、帰国までの間、食料不足から農家の栗林を廻って実を拾ったりしていた。伏影の栗林で木を揺さぶっていたのを林主の人がとがめたが止めないので、鉈鎌を振っておどかそうとしたところ、鎌が1人の体にあたり傷つけたのでその林主を捕らえて連れて行こうと大勢が押しかけたものであった。その日は林主と鉈男と思われる人を連れて行ったが、どうやら別人のようだったとの事であった。朝鮮人たちはその翌日も来ていた。そういう状況なので、しばらく伏影の人は裏山から山道を通って通行していた。
その後、彼が子供2人を連れて栗拾いに行くと、朝鮮人が2人栗を拾っていた。1人が木に登っていたので「木をゆするな」と叫ぶと、じっと子供達を見ていたが、木から降りた。朝鮮人の1人は年輩の人なので故郷に残して来た子供のことを思い出しているのではないかと思い、拾ったものは持って帰れと言うと、素直に帰って行った。この年は、どこの家の栗林にも朝鮮人が来たので朝早く拾わなければならなかった。

## 鄭在善の証言
越前谷武左衛門と親しくしていて、佐山鉱山にいた鄭在善は朝鮮半島で小学校の教員をしていたインテリであった。彼は南洋捕虜監視員の指名募集に身の危険を感じて応ぜず、知り合いが出資をしていた佐山鉱山に潜り込んだ経歴を持つ人物である。彼は次のような証言をしている。
10月の頃、古河阿仁鉱山の第一陣が翌日帰国することが決まった日だった。古河の寮にいた若い同胞７、８人が伏影というところにクリ拾いに行った。ところが持ち主の老人は朝鮮人が解放されたなんてことも良く分からなかったのだろう。戦時中と同じ調子で「この朝鮮コが」とナタを抜いてかかった。若者たちは石を投げて老人を追い払った。そのあとに、日本人の青年が来て柔道で一人、二人投げ飛ばしたが、みんなで寄ってたかってしばり上げてしまった。寮にいた同胞たちは「明日は最後だから徹底的に暴れてやれ」といきまいたということだ。
鄭在善が夜に寮に行ってみると、みなハメ板を外して畳の上でたき火をしていた。鄭が「火事になるじゃないか」と言っても「いままで俺たちがやられたことを考えたら、お釣りがくる」と相手にならない。仕方がないから私もハメ板をはずして火にあたりながら「明日なにかやるらしいが、おれもやるから教えてくれ」と聞くと「鉱山事務所の周囲にある石を投げてから、事務所を焼くんだ」ということだった。「まだ残る同胞もいるんだ、やめてくれ」と言っても「何を先生みたいなことをいうんだ」とどうにもならない。翌日、帰国する同胞を見送りに来た米内沢に住んでいた老人がいた。この人は朝鮮にいたころ独立運動で投獄された経験もある闘士だった。彼は泣きながら朝鮮民族の苦難の歴史を話した。そして「祖国は解放された、諸君は大きい気持ちでおとなしく帰ってくれ」と訴えた。みなはシュンとなって、そのままおとなしく汽車に乗った。